# Верхняя Кня
Ве́рхняя Кня (тат. Югары Кенә) — деревня в Балтасинском районе Республики Татарстан. Входит в состав Карадуванского сельского поселения.

## География
Расположено на реке Хотня, в 13 км к западу от посёлка городского типа Балтаси.
Абсолютная высота — 133 метра над уровнем моря.

## История
Деревня была основана в XVII веке. В период с XVIII по 1-ю половину XIX века население относилось к категории государственных крестьян. Основные занятия жителей в этот период — земледелие и скотоводство.
В «Списке населённых мест Российской империи», изданном в 1866 году по сведениям 1859 года, населённый пункт упомянут как казённая деревня Московский Ключ (Алан-Илга) 2-го стана Казанского уезда Казанской губернии. Располагалась при безымянном ручье, по левую сторону Сибирского почтового тракта, в 89 верстах от уездного и губернского города Казани и в 29 верстах от становой квартиры в городе Арске. В деревне, в 33 дворах проживали 262 человека (129 мужчин и 133 женщины), была мечеть.
В начале XX века в деревне действовали мечеть и мелочная лавка. В этот период земельный надел сельской общины (совместно с деревней Нижняя Кня) составлял 1940,2 десятины.
До 1920 года деревня входила в Балтасинскую волость Казанского уезда Казанской губернии. С 1920 года в составе Арского кантона ТАССР. С 10 августа 1930 года в Тюнтерском, со 2 марта 1932 года в Балтасинском, с 1 февраля 1963 года в Арском, с 12 января 1965 года в Балтасинском районах.
В 1930 году в деревне был организован колхоз, с 1995 года в составе сельскохозяйственного кооператива имени Рахимова.

## Население
| 1782 | 1859 | 1897 | 1908 | 1920 | 1926 | 1949 | 1958 | 1970 | 1979 | 1989 | 2002 | 2010 | 2015 |
| ---- | ---- | ---- | ---- | ---- | ---- | ---- | ---- | ---- | ---- | ---- | ---- | ---- | ---- |
| 79   | 262  | 386  | 425  | 323  | 301  | 208  | 179  | 160  | 118  | 84   | 81   | 109  | 108  |

Национальный состав села — татары.

## Экономика
Жители работают преимущественно в сельскохозяйственном производственном кооперативе «Игенче» (свиноводство), занимаются полеводством, скотоводством.

## Инфраструктура
Уличная сеть Верхней Кни состоит из 2 улиц.